# Baltungs
Balts o Baltungs, fou una dinastia dels visigots suposadament originada en un cap de nom Balth. La paraula Balt es pot traduir per "Audàcia". La dinastia va rivalitzar amb els Amals o Amalungs per la direcció del poble got.
El 366 era un membre dels Balts, Atanaric, qui dirigia als visigots i va ajudar l'emperador Valent en la seva lluita contra el rebel Procopi, proclamat emperador el 365, i el va derrotar i el va fer fugir cap a Calcedònia el 367, el que no va impedir que les visigots entraren en guerra contra l'imperi d'Orient fins al 369. Quan els gots es van dividir en ostrogots i visigots, Atanaric va mantenir el comandament dels darrers. Valent va afavorir l'elecció al capdavant dels visigots d'un rival de nom Fritigern (376), que, com ell mateix, era arrià; Frigitern va morir el 383 i segurament llavors els Balts van tornar al poder amb Badengaud, que va regnar poc temps doncs va morir vers el 387, i el va succeir el seu fill Alaric I que va ser reconegut per tot el poble i va prendre el títol de rei vers el 398.